# Продюсер (фільм)
Продюсер — українська кінокомедія режисера Сергія Вейна 2019 року.
Стрічка вийшла в український прокат 14 лютого 2019 року.

## Сюжет
Комедійний фільм-подорож про молодого самовпевненого продюсера, який повинен доставити велику суму грошей на знімальний майданчик. Стикаючись із багатьма перешкодами на своєму шляху, як неймовірно смішними, так і небезпечними для життя, він проходить через багато життєвих уроків, так необхідних йому, і все це приводить до абсолютно неочікуваного фіналу.

## У ролях
- Олексій Дурнєв
- Даша Астаф'єва
- Michelle Andrade
- Слава Камінська
- Василь Кіт
- Павло Зібров
- Нікіта Добринін
- Віктор Андрієнко
- Андре Тан
- Анна Різатдінова
- Олександра Кучеренко
- Анна Андрес
- Санта Дімопулос
- Дядя Жора
- Тамерлан і Альона Омаргалієва
- Lucky4
- Маркус Ріва

## Виробництво

### Кошторис
Продюсери та виробники фільму не розголошують кінцевий бюджет фільму.

### Пре-продакшн
Комедійний роуд-муві «Продюсер» виробники стрічки вперше презентували на Літньому кіноринку в рамках 9-го Одеського міжнародного кінофестивалю. Один з акторів фільму телеведучий Микита Добринін запевнив, що фільм матиме якісну українську мову, зазначивши, що «українська буде бездоганною, тому що над нею буде працювати батько вітчизняного дубляжу Сергій Ковальчук».

### Зйомки
Початок основних зйомок фільму відбувся у серпні 2018 року.

## Реліз

### Кінопрокатний реліз
Початково прем'єра фільму планувалася на 14 лютого 2019 року, а кінодистриб'ютором фільму мала стати компанія UFD. Згодом дистриб'ютор фільму в Україні змінився з UFD на MMD.

### Реліз на домашньому відео
У квітні 2020 року фільм став доступний з двома доріжками: російськомовним дубляжем та оригінальною україномовною доріжкою в Росії в iTunes Russia та ivi.ru.
У квітні 2020 року оригінальна україномовна версія фільму з'явилася в Україні на VOD-платформі oll.tv (за ліцензією з ivi.ru).

## Відгуки критиків
Фільм отримав змішані, але загалом негативні відгуки від українських кінокритиків., які відзначають слабку акторську гру, несмішні та штучні тексти, переповненість дрібними, несуттєвими і ніяк не пов'язаними між собою сценами; хоч позитивно оцінюють операторську роботу і музичний супровід.